# Kaszubistyka
Kaszubistyka – dyscyplina filologiczna zajmująca się badaniem języka, literatury, kultury i dziejów Kaszubów. Historycznie wywodzi się ze slawistyki.

## Historia

### Literaturoznawstwo
Polskie badania nad literaturą kaszubską rozwijano początkowo w ramach badań nad kulturą polską. Pierwszymi autorami prac poświęconych temu zagadnieniu byli Józef Łęgowski (Kaszuby i Kociewie. Język, zwyczaje, przesądy, podania, zagadki i pieśni ludowe z północnej części Prus Zachodnich, wyd. 1892) i Władysław Pniewski (Przegląd literatury kaszubskiej, „Rocznik Gdański” 1928–1929, t. 2–3, Morze polskie i Pomorze w pieśni, wyd. 1931, Morze w polskiej literaturze pięknej, wyd. 1932). Badaniami nad Kaszubami zajmował się także niemiecki autor, Friedrich Lorentz, który napisał m.in. Zur älteren kaschubischen Literatur, „Archiv für slavische Philologie” 1898, t. 20 i Geschichte der Kaschuben (1926).
W 1950 Andrzej Bukowski ogłosił pracę  Regionalizm kaszubski. Ruch naukowy, literacki i kulturalny. Zarys monografii historycznej, w której zakwalifikował kulturę kaszubską jako regionalną część kultury polskiej, wyznaczając zasadniczy kształt badań kaszubistycznych do początku lat 80. XX wieku. Bardziej kaszubocentrycznej perspektywy poszukiwali w opozycji do A. Bukowskiego Lech Bądkowski (Zarys historii literatury kaszubskiej, wyd. w 1959) i Leon Roppel (Krótki rys literatury kaszubskiej do 1939 roku, wyd. 1967). W kolejnych latach badania kontynuowali uczniowie A. Bukowskiego Jan Drzeżdżon (Piętno Smętka. Z problemów kaszubskiej literatury regionalnej lat 1920–1939, wyd. 1973 i Współczesna literatura kaszubska 1945–1980, wyd. 1986) i Jerzy Samp (Droga na sabat, wyd. 1981, Smętek. Studium kreacji literackich, wyd. 1984, Z woli morza. Bałtyckie mitopeje, wyd. 1987, Motywy skandynawskie w tradycji, kulturze i piśmiennictwie kaszubsko-pomorskim, wyd. 1988), a także Tadeusz Linkner (Heroiczna biografia Remusa. W zwierciadle mitu i kaszubskich wierzeń, wyd. 1996). Dwaj ostatni starali się pokazać kulturę kaszubską w odniesieniu do innych kultur basenu Morza Bałtyckiego, korzystając z metod komparytystycznych. Poza Polską ważne dzieło opublikował Ferdinand Neureiter (Geschichte der Kaschubischen Literatur (1978 – po polsku w 1982 jako Historia literatury kaszubskiej), który starał się dowartościować przedmiot swych badań i traktować go na równi z innymi literaturami obcojęzycznymi.
Literaturoznawcze badania kaszubistyczne ożywiły się w latach 90. XX wieku. Poszukiwano innej, niż regionalistyczna, perspektywy badawczej, starając się podkreślić indywidualną specyfikę twórczości kaszubskiej. Do ważniejszych prac w XXI wieku należy zaliczyć Od Smętka do Stolema. Wokół literatury Kaszub Adeli Kuik-Kalinowskiej i Daniela Kalinowskiego (2009), Tatczëzna. Literackie przestrzenie Kaszub A. Kuik-Kalinowskiej (2011) i O historii literatury kaszubskiej i jej twórcach Józefa Borzyszkowskiego (2011). Od 2007 wydawana jest przez Instytut Kaszubski ważna dla badań kaszubistycznych seria Biblioteka Pisarzy Kaszubskich.

### Językoznawstwo
Badania językoznawcze zaczęły się rozwijać wraz z kształtowaniem się nowoczesnej slawistyki na przełomie XVIII i XIX wieku. Słowa kaszubskie odnotowywali m.in. Karl Gottlob von Anton, Gottlieb Lorek i Krzysztof Mrąga (Mrongowiusz). Ten ostatni przygotował m.in. w rękopisie Słowniczek kaszubski. Pracę Mrongowiusza kontynuował niebędący filologiem z wykształcenia Florian Ceynowa, który próbował stworzyć kaszubski język literacki. Pierwszą w pełni naukową pracą o języku kaszubskim była natomiast wydana w 1862 książka Aleksandra Hilferdinga Остатки славян на южном берегу Балтийского Моря. Następnie w 1893 Stefan Ramułt opublikował Słownik języka pomorskiego, czyli kaszubskiego. Friedrich Lorentz opublikował w 1919 pracę Kaschubische Grammatik i w latach 1927–1937 Gramatykę pomorską.
W 1954 Zdzisław Stieber zainicjował edycję Atlasu językowego kaszubszczyzny i dialektów sąsiednich, wydanego w 15 tomach w latach 1964–1978. Bernard Sychta opublikował w latach 1967–1976 siedem tomów Słownika gwar kaszubskich na tle kultury ludowej.
Po II wojnie światowej badania nad językiem kaszubskim rozwijały się w Wyższej Szkole Pedagogicznej w Gdańsku i od 1970 na Uniwersytecie Gdańskim oraz w Instytucie Slawistyki Polskiej Akademii Nauk. W środowisku gdańskim działał Jerzy Treder, który zajmował się m.in. gramatyką kaszubską i językiem artystycznym (m.in. Frazeologia kaszubska a wierzenia i zwyczaje (na tle porównawczym), wyd. 1989, Kaszubi. Wierzenia i twórczość. Ze Słownika Sychty, wyd. 2002, Historia kaszubszczyzny literackiej. Studia, wyd. 2005). Opracował też do druku Słôworz kaszëbsko-polsczi. Słownik polsko-kaszubski Aleksandra Labudy (1982 – razem z Edwardem Brezą) i Słownik polsko-kaszubski Jana Trepczyka (1994), był także redaktorem tomów Język kaszubski. Poradnik encyklopedyczny (2006) i Kaszubszczyzna/Kaszëbizna (2006 – razem z E. Brezą). Z UG byli lub są też związani Edward Breza, który badał onomastykę kaszubską oraz Marek Cybulski, Zenon Lica i Hanna Makurat (autorka Gramatiki kaszëbsczégò jãzëka, wyd. 2016). Z ośrodkiem warszawskim związani byli m.in. Zdzisław Stieber, Hanna Popowska-Taborska, Jadwiga Zieniukowa, Ewa Siatkowska, Zuzanna Topolińska, Kwiryna Handke, Ewa Rzetelska-Feleszko, Jadwiga Majowa. Poza ww. ośrodkami działał Zenon Sobierajski (profesor na Uniwersytecie im. Adama Mickiewicza w Poznaniu), który wydał w 1997 Słownik gwarowy tzw. Słowińców kaszubskich oraz Lechosław Jocz, który bada fonetykę i fonologię kaszubską.

### Edukacja
Na Uniwersytecie Gdańskim prowadzono od 2009 studia polonistyczne ze specjalnością nauczycielsko-kaszubistyczną. W roku akademickim 2014/2015 UG otworzył studia stacjonarne I stopnia etnofilologia kaszubska.